# Dinarthrum parvulum
Dinarthrum parvulum är en nattsländeart som först beskrevs av Mclachlan 1875.  Dinarthrum parvulum ingår i släktet Dinarthrum och familjen kantrörsnattsländor. Inga underarter finns listade i Catalogue of Life.